# Eerste klasse 1987-88 (voetbal België)
Het seizoen 1987/88 van de Belgische Eerste Klasse ging van start in de zomer van 1987 en eindigde in de lente van 1988. Club Brugge werd landskampioen, 8 jaar na zijn vorige titel.

## Gepromoveerde teams
Deze teams waren gepromoveerd uit de Tweede Klasse voor de start van het seizoen:
- K. Sint-Truidense VV (kampioen in Tweede)
- KFC Winterslag (eindrondewinnaar)

## Degraderende teams
Deze teams degradeerden naar Tweede Klasse op het eind van het seizoen:
- KAA Gent
- Racing Jet de Bruxelles

## Titelstrijd
Club Brugge werd landskampioen met een voorsprong van twee punten op de eerste achtervolgers KV Mechelen en Antwerp FC.

## Europese strijd
Club Brugge was als landskampioen geplaatst voor de Europacup voor Landskampioenen van het volgend seizoen. Als bekerwinnaar plaatste RSC Anderlecht zich voor de Europese Beker voor Bekerwinnaars. Vice-kampioen KV Mechelen had op 11 mei 1988 deze Beker voor Bekerwinnaars gewonnen en plaatste zich zo automatisch voor deze beker het volgende seizoen. Antwerp FC en RFC Liégeois plaatsten zich voor UEFA Cup, en door de extra plaats na de Europese winst van Mechelen haalde ook KSV Waregem een Europees ticket binnen.

## Degradatiestrijd
Racing Jet de Bruxelles eindigde als allerlaatste en degradeerde. KAA Gent strandde op de voorlaatste plaats, op slechts één punt van de 16de plaats, en zakte ook.

## Eindstand
|         |    |                         | P  | W  | G  | V  | +  | -  | DS  | Ptn |
| ------- | -- | ----------------------- | -- | -- | -- | -- | -- | -- | --- | --- |
| K       | 1  | Club Brugge KV          | 34 | 23 | 5  | 6  | 74 | 34 | 40  | 51  |
| (EC II) | 2  | KV Mechelen             | 34 | 21 | 7  | 6  | 50 | 24 | 26  | 49  |
| (UEFA)  | 3  | R. Antwerp FC           | 34 | 20 | 9  | 5  | 75 | 40 | 35  | 49  |
| (beker) | 4  | RSC Anderlecht          | 34 | 18 | 9  | 7  | 64 | 27 | 37  | 45  |
| (UEFA)  | 5  | RFC Liégeois            | 34 | 14 | 16 | 4  | 52 | 28 | 24  | 44  |
| (UEFA)  | 6  | KSV Waregem             | 34 | 16 | 7  | 11 | 50 | 43 | 7   | 39  |
|         | 7  | KSV Cercle Brugge       | 34 | 12 | 9  | 13 | 48 | 45 | 3   | 33  |
|         | 8  | R. Charleroi SC         | 34 | 11 | 10 | 13 | 39 | 48 | −9  | 32  |
|         | 9  | KV Kortrijk             | 34 | 11 | 9  | 14 | 40 | 54 | −14 | 31  |
|         | 10 | R. Standard de Liège    | 34 | 11 | 8  | 15 | 46 | 51 | −5  | 30  |
|         | 11 | K. Sint-Truidense VV    | 34 | 10 | 9  | 15 | 30 | 39 | −9  | 29  |
|         | 12 | RWD Molenbeek           | 34 | 8  | 12 | 14 | 33 | 48 | −15 | 28  |
|         | 13 | K. Beerschot VAV        | 34 | 10 | 7  | 17 | 39 | 49 | −10 | 27  |
|         | 14 | KSK Beveren             | 34 | 8  | 11 | 15 | 36 | 38 | −2  | 27  |
|         | 15 | KFC Winterslag          | 34 | 10 | 6  | 18 | 32 | 74 | −42 | 26  |
|         | 16 | KSC Lokeren             | 34 | 9  | 8  | 17 | 42 | 47 | −5  | 26  |
| D       | 17 | KAA Gent                | 34 | 8  | 9  | 17 | 34 | 60 | −26 | 25  |
| D       | 18 | Racing Jet de Bruxelles | 34 | 7  | 7  | 20 | 21 | 56 | −35 | 21  |

P: wedstrijden gespeeld, W: wedstrijden gewonnen, G: gelijke spelen, V: wedstrijden verloren, +: gescoorde doelpunten, -: doelpunten tegen, DS: doelsaldo, Ptn: totaal punten
K: kampioen, D: degradeert, (beker): bekerwinnaar, (UEFA): geplaatst voor UEFA-beker

## Topscorers
Francis Severeyns van Antwerp FC werd topschutter met 24 doelpunten.
1895/96 · 1896/97 · 1897/98 · 1898/99 · 1899/00 · 1900/01 · 1901/02 · 1902/03 · 1903/04 · 1904/05 · 1905/06 · 1906/07 · 1907/08 · 1908/09 · 1909/10 · 1910/11 · 1911/12 · 1912/13 · 1913/14 · 1914/15 · 1915/16 · 1916/17 · 1917/18 · 1918/19 · 
1919/20 · 1920/21 · 1921/22 · 1922/23 · 1923/24 · 1924/25 · 1925/26 · 1926/27 · 1927/28 · 1928/29 · 1929/30 · 1930/31 · 1931/32 · 1932/33 · 1933/34 · 1934/35 · 1935/36 · 1936/37 · 1937/38 · 1938/39 · 1939/40 · 1940/41 · 1941/42 · 1942/43 · 1943/44 · 1944/45 · 1945/46 · 1946/47 · 1947/48 · 1948/49 · 1949/50 · 1950/51 · 1951/52 · 1952/53 · 1953/54 · 1954/55 · 1955/56 · 1956/57 · 1957/58 · 1958/59 · 1959/60 · 1960/61 · 1961/62 · 1962/63 · 1963/64 · 1964/65 · 1965/66 · 1966/67 · 1967/68 · 1968/69 · 1969/70 · 1970/71 · 1971/72 · 1972/73 · 1973/74 · 1974/75 · 1975/76 · 1976/77 · 1977/78 · 1978/79 · 1979/80 · 1980/81 · 1981/82 · 1982/83 · 1983/84 · 1984/85 · 1985/86 · 1986/87 · 1987/88 · 1988/89 · 1989/90 · 1990/91 · 1991/92 · 1992/93 · 1993/94 · 1994/95 · 1995/96 · 1996/97 · 1997/98 · 1998/99 · 1999/00 · 2000/01 · 2001/02 · 2002/03 · 2003/04 · 2004/05 · 2005/06 · 2006/07 · 2007/08 · 2008/09 · 2009/10 · 2010/11 · 2011/12 · 2012/13 · 2013/14 · 2014/15 · 2015/16 · 2016/17 · 2017/18 · 2018/19 · 2019/20 · 2020/21· 2021/22 · 2022/23 · 2023/24 · 2024/25